# Lethrus karelini
Lethrus karelini är en skalbaggsart som beskrevs av Friedrich-August von Gebler 1845. Lethrus karelini ingår i släktet Lethrus och familjen tordyvlar. Inga underarter finns listade i Catalogue of Life.